# 코스투스과

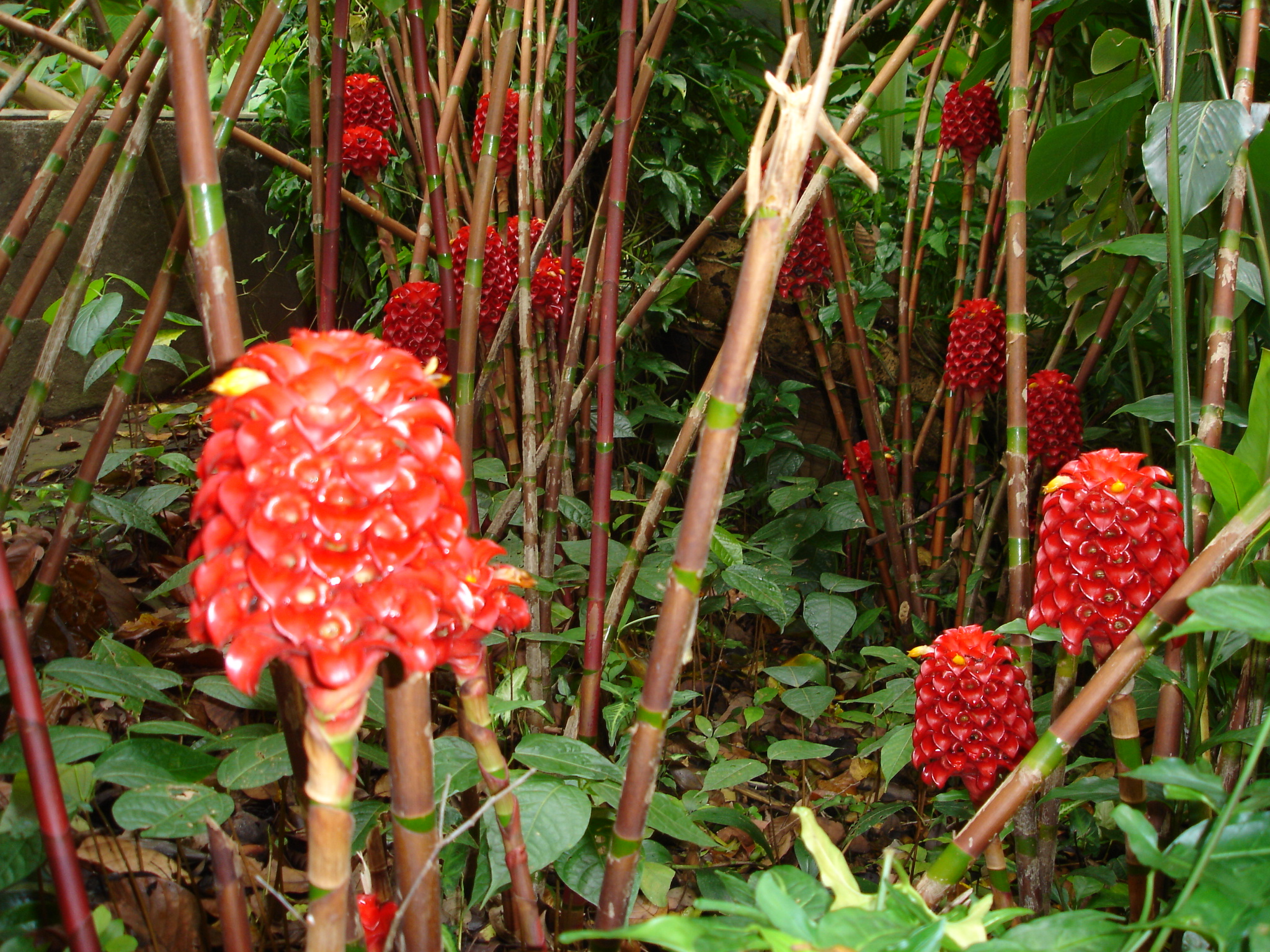
Tapeinochilos ananassae

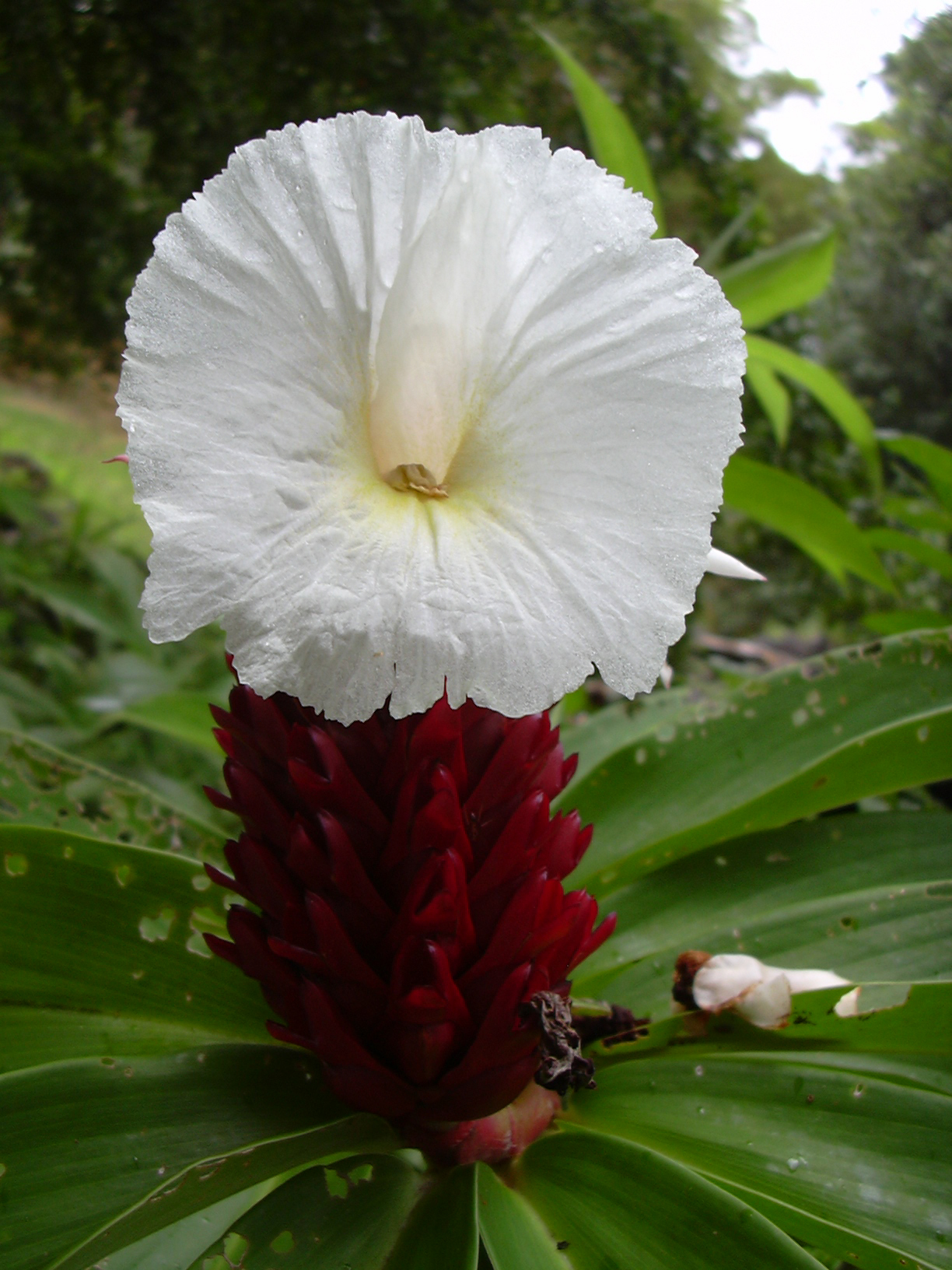
Costus speciosus

코스투스과는 전 열대지역에 자생하는 외떡잎식물 과의 하나이다. 바나나(파초과)와 극락조화(극락조화과), 식용의 생강(생강과)와 같이, 원예용과 경제적으로 중요한 식물이 포함된 생강목에 속한다. 7개 속에 100여 종(모노코스투스속 1종, 디메로코스투스속 2종, 타페이노킬로스속 16종, 파라코스투스속 2종, 카메이코스투스속 약 8종, 케일로코스투스속 약 4종, 코스투스속 약 80종)이 있으며, 아시아와 아프리카 그리고 중부/남부아메리카의 열대 기후 지역에서 발견된다.

## 속
- 모노코스투스속 (Monocostus)
- 디메로코스투스속 (Dimerocostus)
- 카마이코스투스속 (Chamaecostus)
- 코스투스속 (Costus)
- 파라코스투스속 (Paracostus)
- 케일로코스투스속 (Cheilocostus)
- 타페이노킬로스속 (Tapeinochilos)